# Hersiliola turcica
Espèce
Hersiliola turcica est une espèce d'araignées aranéomorphes de la famille des Hersiliidae.

## Distribution
Cette espèce  se rencontre en Turquie dans les provinces de Kahramanmaraş, de Gaziantep, de Şanlıurfa, de Kilis et de Hatay et en Iran au Kurdistan,,.

## Description
Le mâle holotype mesure 5,65 mm et les femelles de 5,75 à 6,75 mm.

## Étymologie
Son nom d'espèce lui a été donné en référence au lieu de sa découverte, la Turquie.

## Publication originale
- Marusik, Kunt & Yağmur, 2010 : A new species of Hersiliola Thorell, 1870 (Araneae, Hersiliidae) from Turkey. ZooKeys, no 37, p. 27-34 (texte intégral).